# Stanisław Czaderski
Stanisław Czaderski (ur. 27 lipca 1926, zm. 9 sierpnia 2014 w Częstochowie − polski aktor, związany z teatrami m.in. Kaliszu, Grudziądzu, Olsztynie, Zielonej Górze, Wałbrzychu oraz Częstochowie (1953−1956 i 1974−1991).
Pochowany 12 sierpnia 2014 na cmentarzu ewangelickim w Częstochowie przy ul. św. Rocha.